# 郭顥澧
郭顥澧（洋名：Edward，1981年—），祖籍廣東省中山，祖父為郭得勝，父親是郭炳聯，郭炳湘、郭炳江是其伯父。
2010年加入新鴻基地產之前曾於一國際主要核數師事務所工作，2012年7月由銷售及項目經理擢升至董事。郭顥澧持有美國耶魯大學文學士學位及香港中文大學專業會計學學士後文憑，香港會計師公會和英格蘭及威爾斯特許會計師公會的會員。